# Ranunculus protensis
Ranunculus protensis är en ranunkelväxtart som beskrevs av Karel Presl. Ranunculus protensis ingår i släktet ranunkler, och familjen ranunkelväxter. Inga underarter finns listade i Catalogue of Life.